# Ethel Eshun
Ethel Esi Eshun, thường được biết đến với nghệ danh Queen eShun, là một nữ ca-nhạc sĩ người Ghana, nổi tiếng qua các bản hit như  "Someone Loves Me", "Akyia", "Koti ma no", và "Fa Me Kor." "Fa Me Kor" trong tiếng Akan có nghĩa đen là "đưa tôi đi".

## Giải thưởng và đề cử
| Năm  | Award ceremony                                   | Hạng mục                   | Tác phẩm/Người nhận giải | Kết quả   | Nguồn |
| ---- | ------------------------------------------------ | -------------------------- | ------------------------ | --------- | ----- |
| 2015 | Central Music Awards                             | Nữ ca sĩ của Năm           | Bản thân                 | Đoạt giải |       |
| 2016 | Central Music Awards                             | Nữ nghệ sĩ của Năm         | Bản thân                 | Đoạt giải | [ 1 ] |
| 2017 | Central Music Awards                             | Nghệ sĩ của Năm            | Bản thân                 | Đoạt giải | [ 2 ] |
| 2017 | Central Music Awards                             | Màn hợp tác của Năm        | Simple As ABC            | Đoạt giải | [ 2 ] |
| 2017 | Giải thưởng Âm nhạc Vodafone Ghana               | Unsung Artiste of the Year | Bản thân                 | Đề cử     | [ 3 ] |
| 2019 | Giải thưởng Diễn viên và Nhân vật giải trí Ghana | Nữ ca sĩ của năm           | Bản thân                 | Đoạt giải | [ 4 ] |

| Bài hát                             | Năm ra mắt |
| ----------------------------------- | ---------- |
| Someone Loves Me Ft. FlowKing Stone | 2017       |
| Akyia                               | 2018       |
| I Want                              | 2018       |
| Talk Talk                           | 2019       |
| Party Ft. Kofi Kinaata              | 2019       |
| Temptation                          | 2019       |
| Koti Ma No                          | 2019       |